# Cừu Jacob

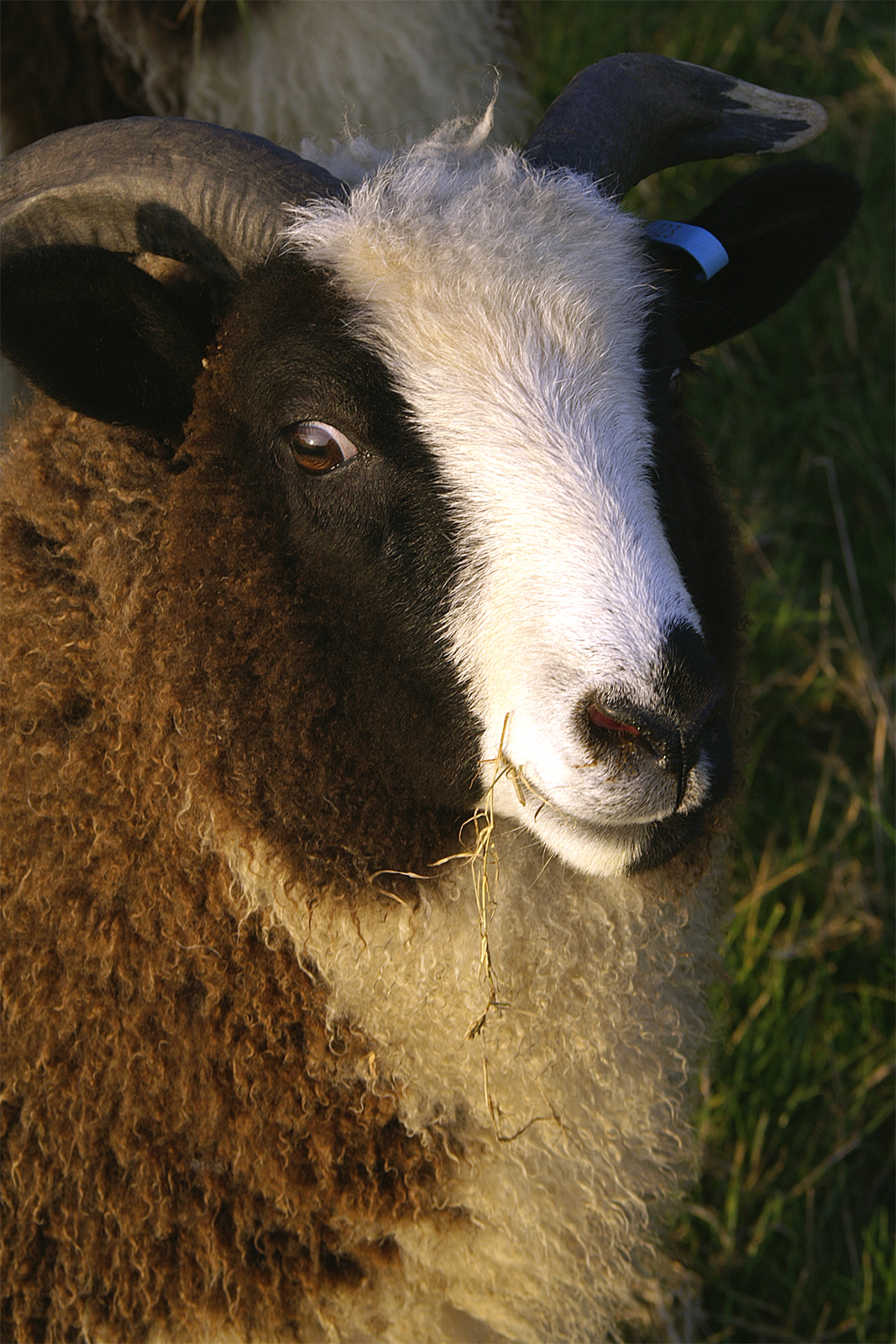
Cừu Jacob

Cừu Jacob là một giống cừu có nguồn gốc từ Anh. Đây là một giống cừu hiếm có, có kích thước nhỏ và thuộc nhóm cừu nhiều sừng, chúng cũng nổi bật với cơ thể nhiều màu sắc với những vệt loang hay đốm trắng (cừu lang). Cừu Jacob có thể có từ hai đến sáu sừng, nhưng phổ biến nhất là có bốn cái sừng. Các màu phổ biến nhất là màu đen và trắng. Cừu Jacob thường được nuôi để lấy lông cừu, thịt cừu từ chúng, và da. Chúng cũng được nuôi giữ như là vật nuôi và động vật cảnh (thú cưng), và đã được sử dụng như con vật bảo vệ để bảo vệ tài sản trang trại từ trộm cắp hoặc phá hoại và bảo vệ gia súc khác chống lại kẻ thù.
Thường được gọi là một giống không được cải tạo hoặc gia truyền (một trong đó đã sống sót với ít lựa chọn của con người), cừu Jacob là hậu duệ của một giống cừu cổ xưa trên thế giới, mặc dù nguồn gốc chính xác của nó vẫn chưa rõ ràng. Phát hiện cừu nhiều sừng được ghi lại ở Anh giữa thế kỷ 17, và đã phổ biến rộng rãi một thế kỷ sau đó. Không giống như hầu hết các giống cừu cổ xưa khác, những con cừu Jacob của Bắc Mỹ đã không trải qua giống lai tạo và chọn lọc sâu rộng, thể trạng cơ thể của chúng tương tự như của một con dê. So với các đối tác Mỹ, cừu ở Anh có xu hướng lớn hơn và nặng hơn, và đã mất rất nhiều đặc tính ban đầu thông qua chọn lọc nhân tạo.

## Lịch sử
Nguồn gốc của cừu Jacob là khó xác định chính xác nhưng nó chắc chắn là một giống rất cổ xưa. Những loại cừu nhiều màu sắc đã được mô tả trong suốt lịch sử, xuất hiện trong các tác phẩm nghệ thuật từ vùng Viễn Đông, Trung Đông, và khu vực Địa Trung Hải. Một giống nhiều màu sắc của con cừu có thể tồn tại trong vùng Levant, đặc biệt trong khu vực mà ngày nay là Syria, khoảng ba ngàn năm trước. Trong số rất nhiều tài liệu của các giống cổ cừu lốm đốm là câu chuyện của Jacob từ cuốn sách đầu tiên của Kinh Thánh Hebrew và Kinh Cựu Ước. Theo sách Sáng Thế Ký (Genesis 30: 31-43), trong những gì có thể là nỗ lực ghi lại sớm nhất giống chọn lọc. Các giống kết quả có thể đã đi cùng với sự mở rộng về phía tây của nền văn minh của con người thông qua Bắc Phi, Sicily, Tây Ban Nha và cuối cùng vào đến Anh. Tuy nhiên, nó đã không được cho là một giống cừu riêng mãi đến thế kỷ 20 khi các giống được mua lại tên "cừu Jacob". 

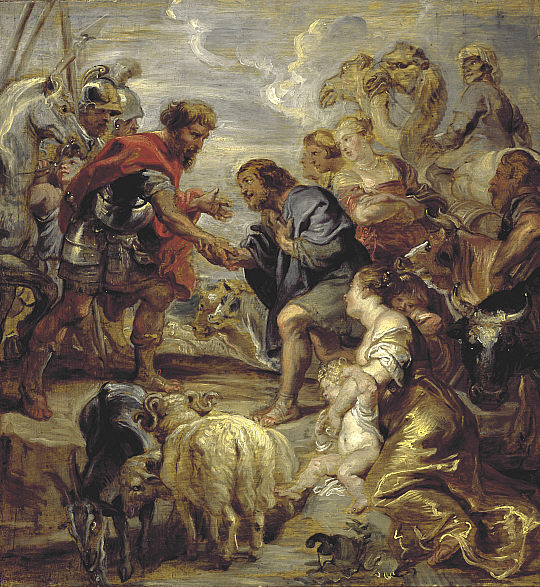
Họa phẩm của Peter Paul Rubens

Một số lượng hạn chế của các bằng chứng gián tiếp từ các ghi chép lịch sử hỗ trợ cho một lý thuyết liên quan mà Jacob là một hậu duệ của những con cừu mỡ đuôi, một giống cừu cổ xưa từ vùng Lưỡng Hà (Mesopotamia). Các hồ sơ, tài liệu liên quan sớm nhất của con cừu mỡ đuôi được tìm thấy trong các thành phố Sumeria của Uruk cổ đại (3000 TCN) và Ur (2400 BC) trên bàn đá và khảm. Một tài liệu khác sớm để loài này được tìm thấy trong sách Lêvi (Leviticus 3: 9), nơi một vật hiến tế được mô tả trong đó bao gồm các con cừu đuôi mỡ.
Mặc dù các bằng chứng ít ỏi từ các ghi chép lịch sử, phân tích gene mới đây đã cung cấp bằng chứng thuyết phục hỗ trợ một liên kết trực tiếp giữa cừu Jacob và một số giống được cải ở Tây Nam Á và châu Phi chứ không phải giống cừu Anh khác. Các dấu di truyền cho các tác giả thấy rằng cừu phân tán trên khắp Âu Á và châu Phi thông qua ít nhất hai chuyến di cư riêng biệt. Con cháu của di cư đầu tiên bao gồm các con cừu Mouflon, cũng như các giống được cải tạo khác, chẳng hạn như những con cừu Ronaldsay Bắc, cừu Soay, và cừu đuôi ngắn Bắc Âu. Một đợt di cư sau này hình đại đa số các giống ngày nay.
Một số người tin rằng Jacob là một hậu duệ của một giống cận Bắc Cực của cừu được du nhập bởi những người Viking đến đảo Anh trong thời Trung Cổ. Người Na Uy được cho là đã du nhập một số loại các con chiên đến Bắc Âu và nước Anh giữa Vào cuối thế kỷ thứ tám đến giữa thế kỷ thứ mười một. Tuy nhiên, những con cừu được du nhập bởi Bắc Âu là của một loạt cừu đuôi ngắn có nguồn gốc từ một khu vực trải dài từ quần đảo Anh đến Baltic, được gọi là cừu Bắc Âu ngắn đuôi. Trong thực tế, tất cả các giống cừu Scandinavi thuộc nhóm cừu Bắc Âu đuôi ngắn. Người châu Âu đem cừu đuôi ngắn phía bắc là một nhóm các giống cừu và các giống bản địa bao gồm các cừu Phần Lan, cừu Iceland, cừu Romanov, cừu Shetland, cừu Spaelsau, và một số giống khác. 
Các con cừu Jacob mang chút giống với những giống cừu này. Các con Jacob là một giống đuôi dài, và do đó khó có thể liên quan đến bất kỳ giống được du nhập bởi những người Viking.
Một huyền thoại dai dẳng cho rằng các con cừu Jacob dạt vào bờ biển từ con tàu đắm ở Anh sau sự tàn phá của hạm đội Armada Tây Ban Nha trong năm 1588. Mặc dù thực tế rằng có rất ít nếu có bằng chứng đáng tin cậy để hỗ trợ tuyên bố này, cừu Jacob đã được gọi là "cừu Tây Ban Nha" cho phần lớn lịch sử đầu tiên của nó. Nó đã được lai tạo ở Anh trong ít nhất 350 năm, và phát hiện con cừu đã phổ biến rộng rãi ở Anh giữa thế kỷ thứ 18. Vào thời điểm đó, cừu Jacob đã thường lưu giữ như là vật trang trí chăn thả trong công viên. Trong những năm gần đây, cừu Jacob đã được sử dụng như bảo vệ con chiên ở Gloucestershire, theo cách của chó chăn cừu bảo vệ, để bảo vệ tài sản trang trại từ sự phá hoại.
Những con cừu Jacob đầu tiên được nhập khẩu vào công viên và vườn thú Bắc Mỹ vào đầu thế kỷ thứ 20. Một số cá nhân đã mua chúng từ các vườn thú trong những năm 1960 và 1970, nhưng giống này vẫn hiếm ở Mỹ cho đến năm 1980. Hầu hết dân số hiện nay của Mỹ Jacobs là hậu duệ của những cá thể được nhập khẩu tại thời điểm đó. Hiệp hội Jacob Sheep Breeders (JSBA), được tổ chức vào năm 1989, là sự kết hợp giống đầu tiên được thành lập ở Bắc Mỹ. Cừu Jacobs đã trở nên phổ biến trong những người nắm giữ đàn chiên nhỏ cũng như handspinners và thợ dệt.

## Đặc điểm

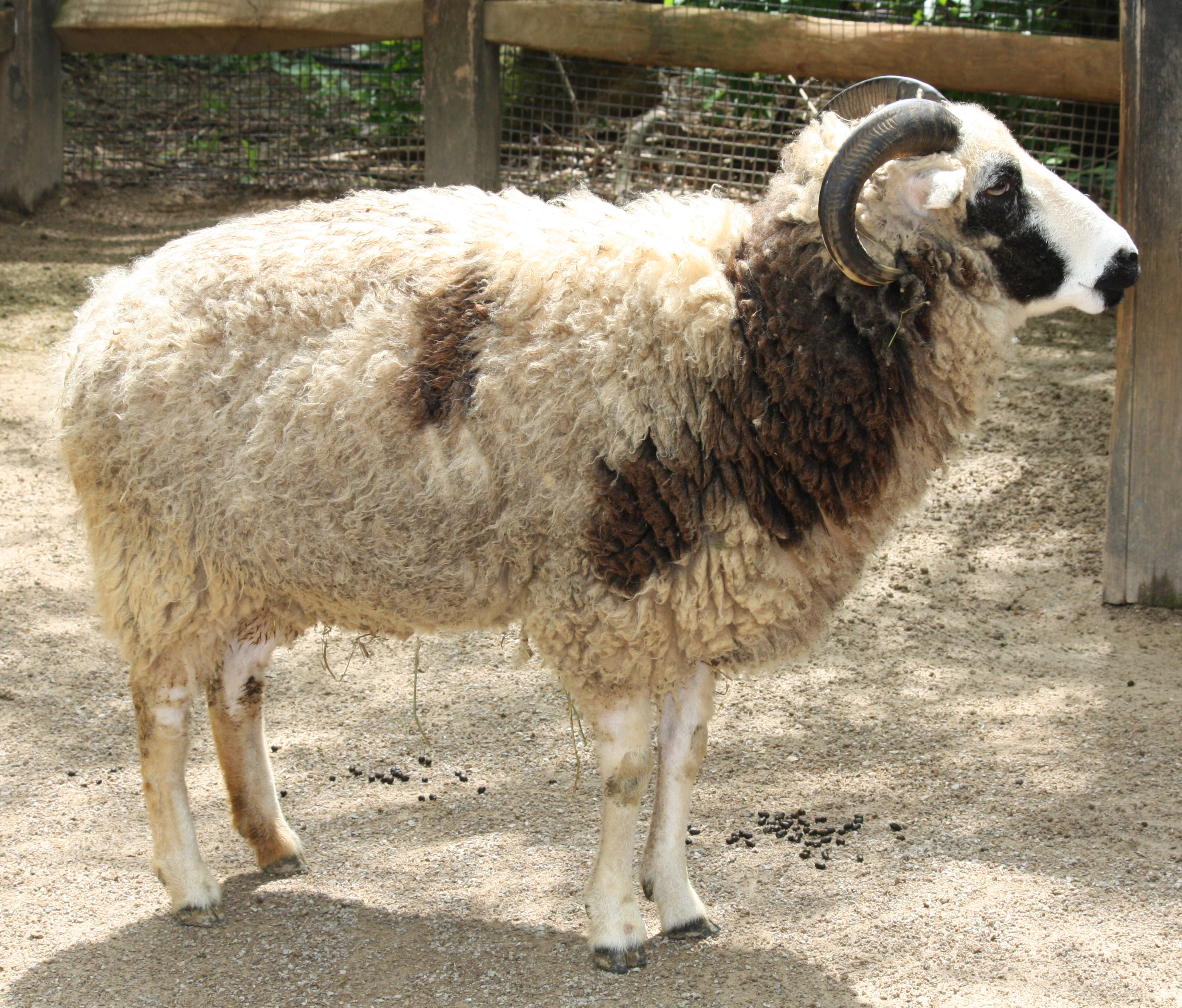

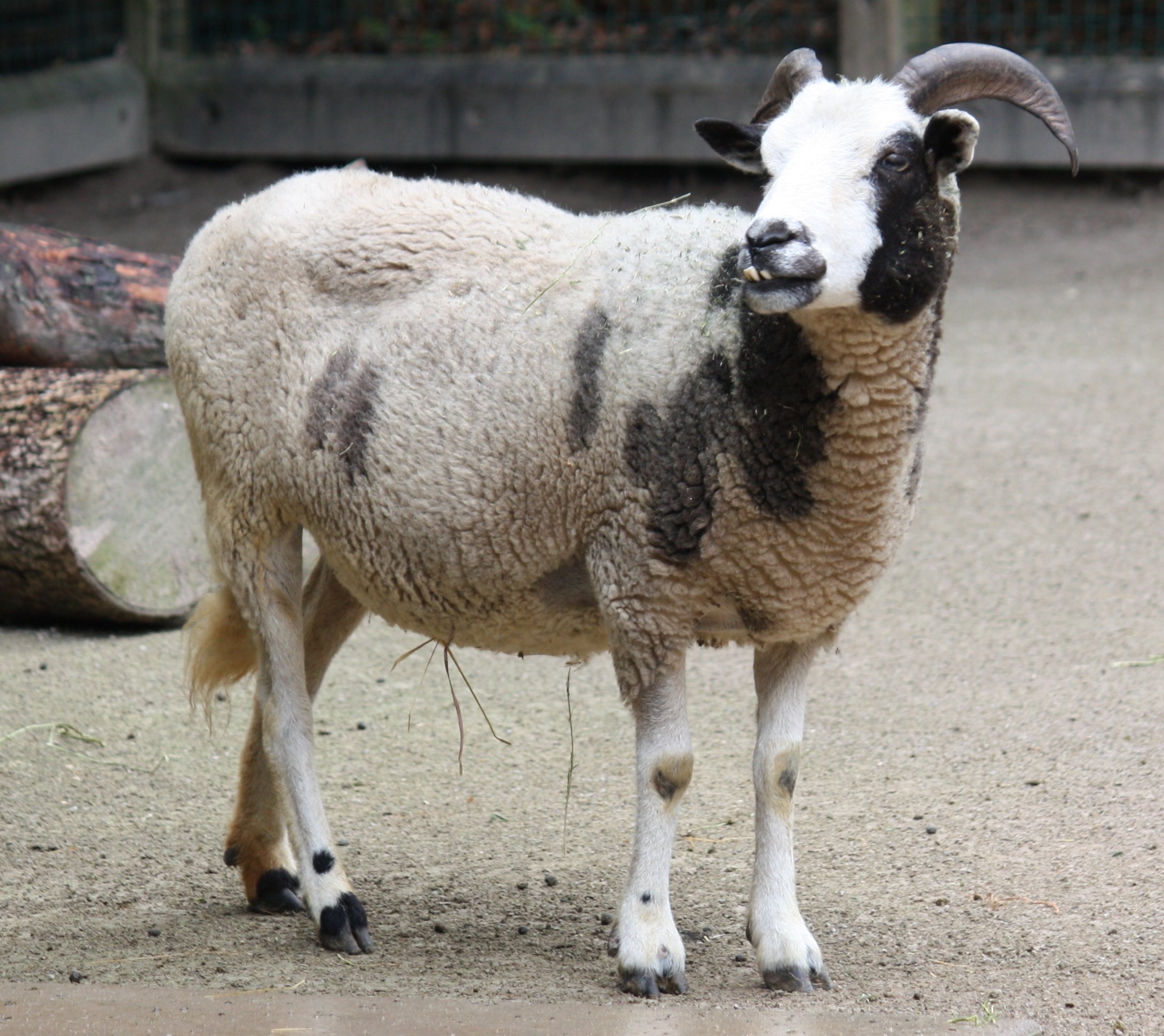
Một con cừu Jacob

Các con cừu Jacob là giống cừu có nhiều sừng, cừu có màu lốm đốm nhỏ giống như một con dê trong cấu tạo của nó. Tuy nhiên, nó không phải là giống duy nhất có thể sản xuất con polycerate hoặc nhiều màu sắc. Giống polycerate khác bao gồm các cừu Hebridea, cừu Iceland, cừu Manx Loaghtan, và cừu Navajo-Churro, và giống nhiều màu sắc khác bao gồm các con cừu Phần Lan và cừu lùn Tây Phi. Con đực nặng khoảng 54–82 kg (120 đến 180 lb), trong khi con cừu cái nặng khoảng 36–54 kg (80-120 lb). Khung cơ thể là dài, với một mông dốc về phía gốc đuôi, trong khi con cừu cái có bầu vú nhỏ, đầu là thanh mảnh, hình tam giác.
Đuôi dài và len, kéo dài gần tới khuỷu chân sau. Các đặc điểm khác biệt nhất của cừu Jacob là bốn cái sừng của chúng, mặc dù chúng có thể có vài như là hai hoặc nhiều như sáu. Cả hai giới đều luôn luôn có sừng, và các cừu đực có xu hướng có lớn hơn và ấn tượng hơn. Cừu đực có bốn sừng có hai sừng trung tâm thẳng đứng có thể là 61 cm (2 ft) hoặc dài hơn, và hai cái sừng bên nhỏ hơn, trong đó phát triển xuống dọc theo hai bên đầu. Những chiếc sừng thường màu đen, nhưng có thể là màu đen và trắng, sừng màu trắng được ưa chuộng.
Người ta đã từng phát hiện cừu 1 sừng độc nhất vô nhị. Một cừu có cái tên ngộ nghĩnh Peanut (đậu phộng) thuộc sở hữu của một trang trại tại Bristol (Anh) đã và đang khiến thích thú bởi vẻ ngoài đặc biệt. Peanut vốn thuộc giống cừu Jacob, vốn là loài sẽ mọc từ 4-6 lượt sừng mới trong suốt quãng đời. Nhưng năm Peanut 16 tuổi, trong một lần chơi đùa cùng lũ trẻ, con cừu này đã bị gãy sừng và như một điều kì lạ, từ đó đến nay Peanut chỉ mọc duy nhất một sừng ở giữa trán. Nhiều đứa trẻ đến tham quan trang trại đã hét toáng lên rằng Peanut chính là một con kỳ lân.
Tai nạn bị gãy sừng hồi bé không ngờ đã làm thay đổi hoàn toàn cuộc đời con cừu này, biến nó bây giờ trở thành nhân vật trung tâm của nhiều chuyến tham quan nơi đây. Bởi Peanut chỉ có một sừng, nên tất cả những đứa trẻ đến đây chơi chỉ muốn được tận mắt chứng kiến "con kỳ lân" ngoài đời thực. Do nay đã già nên cừu Peanut đang được chăm sóc như một chú thú cưng chứ không phải phục vụ việc thu hoạch lông hàng năm của trang trại này.

## Chăn nuôi
Chúng có tính bầy đàn cao nên dễ quản lý, chúng thường đi kiếm ăn theo đàn nên việc chăm sóc và quản lý rất thuận lợi. Chúng cũng là loài dễ nuôi, mau lớn, ít tốn công chăm sóc. So với chăn nuôi bò thì chúng là vật nuôi dễ tính hơn, thức ăn của chúng rất đa dạng, thức ăn của chúng là những loại không cạnh tranh với lương thực của người. Chúng là động vật có vú ăn rất nhiều cỏ.
Hầu hết chúng gặm cỏ và ăn các loại cỏ khô khác, tránh các phần thực vật có gỗ nhiều. Chúng có chế độ hoạt động ban ngày, ăn từ sáng đến tối, thỉnh thoảng dừng lại để nghỉ ngơi và nhai lại. Đồng cỏ lý tưởng cho chúng như cỏ và cây họ Đậu. Khác với thức ăn gia súc, thức ăn chính của chúng trong mùa đông là cỏ khô.
Chúng là loài ăn tạp, có thể ăn được nhiều loại thức ăn bao gồm thức ăn thô xanh các loại như: rơm cỏ tươi, khô, rau, củ quả bầu bí các loại, phế phụ phẩm công nông nghiệp và các loại thức ăn tinh bổ sung như cám gạo ngũ cốc. Mỗi ngày chúng có thể ăn được một lượng thức ăn 15-20% thể trọng. Chúng cần một lượng thức ăn tính theo vật chất khô bằng 3,5% thể trọng. Với nhu cầu 65% vật chất khô từ thức ăn thô xanh (0,91 kg) và 35% vật chất khô từ thức ăn tinh (0,49 kg). Khi cho chúng ăn loại thức ăn thô xanh chứa 20% vật chất khô và thức ăn tinh chứa 90% vật chất khô.
Nguồn nước uống là nhu cầu cơ bản của chúng. Lượng nước cần cho chúng biến động theo mùa và loại và chất lượng thực phẩm mà chúng tiêu thụ. Khi chúng ăn nhiều trong các tháng đầu tiên và có mưa (kể cả sương, khi chúng ăn vào sáng sớm), chúng cần ít nước hơn. Khi chúng ăn nhiều cỏ khô thì chúng cần nhiều nước. Chúng cũng cần uống nước sạch, và có thể không uống nếu nước có tảo hoặc chất cặn. Trong một số khẩu phần ăn của chúng cũng bao gồm các khoáng chất, hoặc trộn với lượng ít.

## Chăm sóc

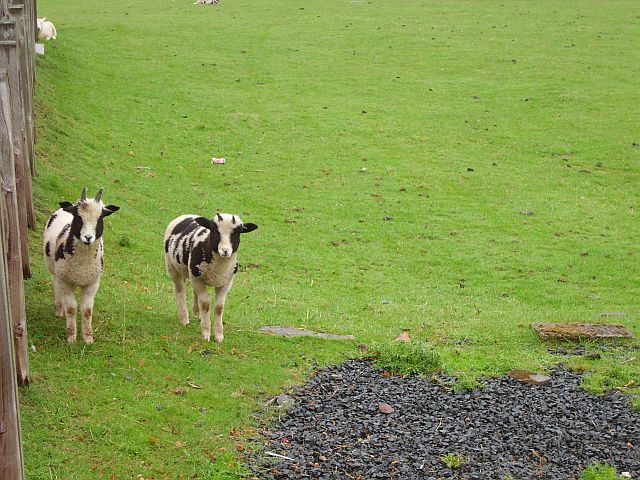
Cừu Jacob

Sau khi cho phối giống 16-17 ngày mà không có biểu hiện động dục lại là có thể cừu đã có chửa, Căn cứ vào ngày phối giống để chuẩn bị đỡ đẻ cho cừu (thời gian mang thai của cừu 146-150 ngày) nhằm hạn chế cừu sơ sinh bị chết; Có thể bồi dưỡng thêm thức ăn tinh và rau cỏ non cho cừu có chửa nhưng tuyệt đối tránh thức ăn hôi mốc; Khi có dấu hiệu sắp đẻ (bầu vú căng, xuống sữa, sụt mông, âm hộ sưng to, dịch nhờn chảy ra, cào bới sàn...) nên nhốt ở chuồng riêng có lót ổ rơm và chăn dắt gần, tránh đồi dốc.
Thông thường cừu mẹ nằm đẻ nhưng cũng có trường hợp đứng đẻ, tốt nhất nên chuẩn bị đỡ đẻ cho cừu; Sau khi đẻ cừu mẹ tự liếm cho con. Tuy nhiên, vẫn phải lấy khăn sạch lau khô cho cừu con, nhất là ở miệng và mũi cho cừu con dễ thở. Lấy chỉ sạch buộc cuống rốn (cách rốn 4–5 cm), cắt cuống rốn cho cừu con và dùng cồn Iod để sát trùng; Giúp cừu con sơ sinh đứng dậy bú sữa đầu càng sớm càng tốt (vì trong sữa đầu có nhiều kháng thể tự nhiên); Đẻ xong cho cừu mẹ uống nước thoải mái (có pha đường 1% hoặc muối 0.5%).
Cừu con trong 10 ngày đầu sau khi đẻ cừu con bú sữa mẹ tự do; Từ 11-21 ngày tuổi cừu con bú mẹ 3 lần/ngày, nên tập cho cừu con ăn thêm thức ăn tinh và cỏ non, ngon; 80-90 ngày tuổi có thể cai sữa. Giai đoạn này phải có cỏ tươi non, ngon cho cừu con để kích thích bộ máy tiêu hóa phát triển (đặc biệt là dạ cỏ) và bù đắp lượng dinh dưỡng thiếu hụt do sữa mẹ cung cấp không đủ; Cừu sinh trưởng và phát triển nhanh, mạnh ở giai đoạn này.